# Linosta
Linosta là một chi bướm đêm thuộc họ Crambidae.